# Субарра, Грегорио делла
Грегорио делла Субарра — (итал. Gregorio della Suburra), (?, Рим, Папская область — 1163, ?) — итальянский кардинал. Племянник папы Анастасия IV. Декан Коллегии кардиналов c 1159 по 1163. 

## Биография
Консистория декабря 1153 года провозгласила его кардиналом-дьяконом. В апреле 1154 года стал епископом Сабины вместо своего дяди. Участвовал в конклавах 1154 года (Адриан IV) и 1159 года (Александр III). Был убежденным сторонником Александра III в его борьбе против антипапы, поддерживаемого императором Фридрихом I Барбароссой.